# Instituto Max Planck de Astronomía
El Max-Planck-Institut für Astronomie (Instituto Max Planck de Astronomía, MPIA) es un instituto de investigación de la Sociedad Max Planck (MPG). Está ubicado en Heidelberg, Baden-Württemberg, Alemania, cerca de la cima del Königstuhl, adyacente al histórico observatorio astronómico Landessternwarte Heidelberg-Königstuhl. El instituto realiza principalmente investigación básica en ciencias naturales en el campo de la astronomía.
Además de sus propias observaciones astronómicas y de la investigación astronómica, el Instituto también participa activamente en el desarrollo de instrumentos de observación. Los instrumentos o partes de ellos se fabrican en los propios talleres del instituto.

## Historia

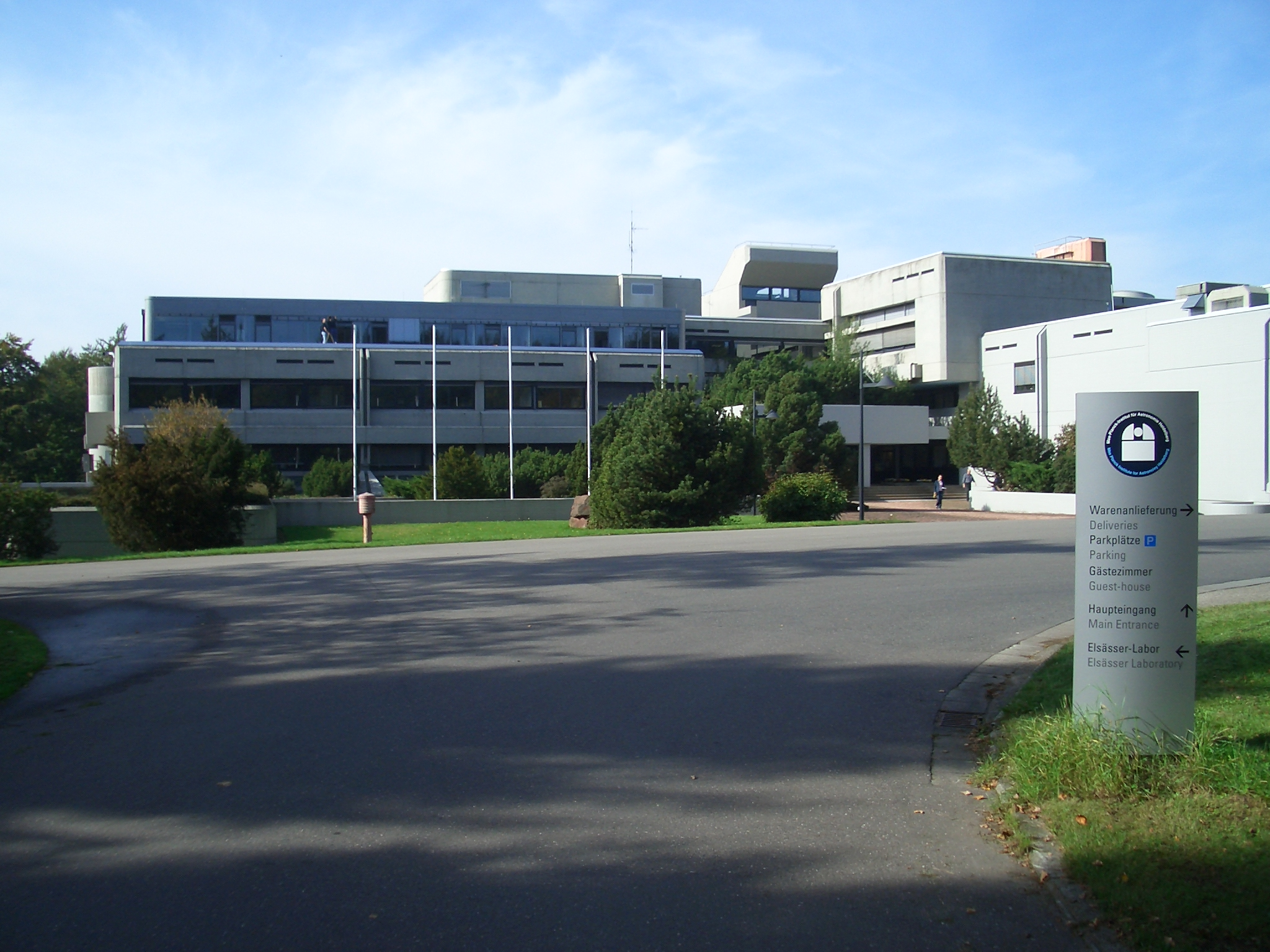
Vista del edificio del MPIA

La fundación del Instituto en 1967 fue el resultado de la idea de que era necesario un instituto suprarregional equipado con potentes telescopios para llevar a cabo una investigación astronómica competitiva a escala internacional. Hans Elsässer, astrónomo, fue el director fundador en 1968. En febrero de 1969, un primer grupo de 5 empleados comenzó a trabajar en los edificios del vecino Observatorio Estatal de Königstuh. El instituto, que se completó en 1975, se dedicó inicialmente a la preparación y evaluación de observaciones astronómicas y al desarrollo de nuevos métodos de medición.
De 1973 a 1984 operó el Observatorio de Calar Alto en Calar Alto, cerca de Almería, junto con las autoridades españolas. Este observatorio, el mayor del continente europeo, fue utilizado a partes iguales por astrónomos de ambos países hasta 2019. El 23 de mayo de 2019, la Junta de Andalucía y el MPG firmaron un acuerdo de transferencia de la participación del 50% en el observatorio. Desde entonces, es propiedad exclusiva de España. 
Desde 2005, el MPIA opera el Gran Telescopio Binocular (LBT) junto con socios de Alemania, Italia y EE. UU. y lo equipa con instrumentos de medición.  El LBT está situado en el monte Graham, cerca de Tucson, Arizona, que tiene 3190 m de altura. En su montura lleva dos espejos primarios, cada uno de 8,4 metros de diámetro, lo que lo convierte en el telescopio óptico reflector con espejo primario monolítico más grande del mundo. 
Además, el MPIA participa en el suministro de instrumentos y en la utilización del Very Large Telescope (VLT), operado por el ESO (Observatorios Europeos Austral). Con la ayuda del MPIA, en otoño de 2002 se unieron dos de los espejos de 8 metros del VLT para que pudieran funcionar como un telescopio más grande y de mayor resolución.  
En 2022, el MPIA participó en los trabajos preparatorios para la instalación en Chile del Telescopio Extremadamente Grande (ELT) con un espejo de 39 metros (el telescopio más grande del mundo).

## Intereses de investigación
En el MPIA se da prioridad a tres cuestiones científicas. Una es la formación y el desarrollo de estrellas y planetas en nuestra vecindad cósmica. La pregunta que resuena es: ¿es único el Sol con su planeta habitado, la Tierra, o también existen condiciones en la vecindad de otras estrellas, al menos las numerosas de tipo solar entre ellas, que sean propicias para la vida? En algún aspecto relacionado con esos temas, el departamento APEx estudia los exoplanetas y pretende descifrar sus atmósferas mediante la observación y la modelización. Por otra parte, el área de galaxias y cosmología trata de comprender el desarrollo del Universo actual, ricamente estructurado, con sus galaxias y estrellas, y su surgimiento a partir del simple estado inicial tras el Big Bang.
Los temas de investigación de un vistazo:
- Formación estelar y objetos jóvenes, formación de planetas, astrobiología, materia interestelar, astroquímica
- Estructura y evolución de la Vía Láctea, cuásares y galaxias activas, evolución de galaxias, cúmulos de galaxias, cosmología
- Física atmosférica de exoplanetas

Junto con el Centro de Astronomía de la Universidad de Heidelberg, el Instituto de Estudios Teóricos de Heidelberg (HITS) y el Departamento de Astrofísica y Física de Partículas del MPI para Física Nuclear (MPIK), el MPIA de Heidelberg es un centro de renombre mundial de investigación astronómica.
Desde 2015, el MPIA gestiona la " Iniciativa de Heidelberg para los orígenes de la vida " (HIFOL)  junto con el MPIK, el HITS, el Instituto de Geociencias de la Universidad de Heidelberg y el Departamento de Química de la Universidad Ludwig Maximilian de Múnich. (UML). HIFOL reúne a los mejores investigadores de la astrofísica, las geociencias, la química y las ciencias de la vida para promover, fortalecer y combinar la investigación científica hacia los requisitos previos para el surgimiento de la vida. 

## Instrumentos

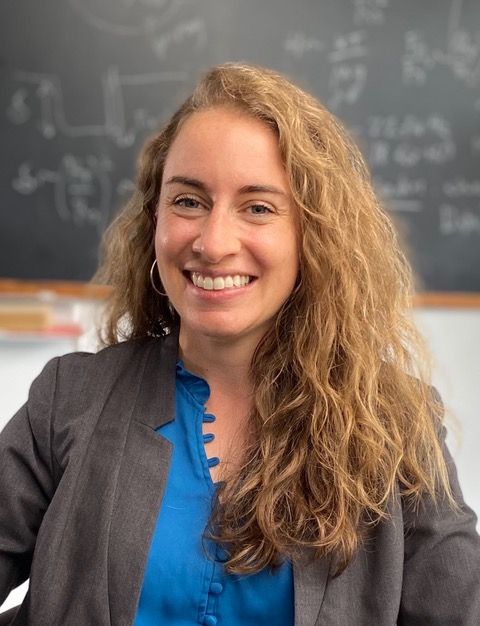
Directora general y directora del Departamento APEx Laura Kreidberg (2020)

El MPIA también construye instrumentos o partes de ellos para telescopios y satélites terrestres, incluidos los siguientes:
- CARMENES (una máquina de velocidad radial de alta resolución) en el Observatorio de Calar Alto (España) [9] [10]
- Observatorio La Silla del Observatorio Europeo Austral (ESO)
- Instrumentos GRAVITY y MATISSE para el VLT en el Observatorio Paranal [9] [11] [12]
- MICADO y METIS para ELT (ESO) [9] [13] [14]
- Instrumento LINC-NIRVANA para el Gran Telescopio Binocular [9] [15]
- Observatorio Espacial Infrarrojo ( ESA )
- Observatorio espacial Herschel (ESA, NASA ) [9]
- Telescopio espacial James Webb (NASA, ESA) [9]
- Telescopio Espacial Euclides (ESA) [16]
- Telescopio espacial romano Nancy Grace (NASA) [17]

El MPIA también participa en la misión Gaia. Gaia es una misión espacial de la Agencia Espacial Europea (ESA) en la que se determinan las posiciones, distancias y velocidades exactas de alrededor de mil millones de estrellas de la Vía Láctea.  

## Directores
- Hans Elsässer, director fundador, 1968-1997 [19]
- Guido Münch, 1978–1989 [19]
- Steven Beckwith, 1991-2001 [19]
- Immo Appenzeller, 1998-2000 (interino)[1]
- Hans-Walter Rix, desde 1999 [19]
- Thomas Henning, 2001–2024 [19] [20]
- Laura Kreidberg, desde 2020 [21]
- Myriam Benisty, desde 2024 [20]

## Infraestructura
La directora gerente es Laura Kreidberg (a partir de enero de 2024). Los antiguos y actuales miembros científicos externos del MPIA eran y son:  
- Karl-Heinz Böhm (†)
- Walter Fricke (†)
- George Herbig (†)

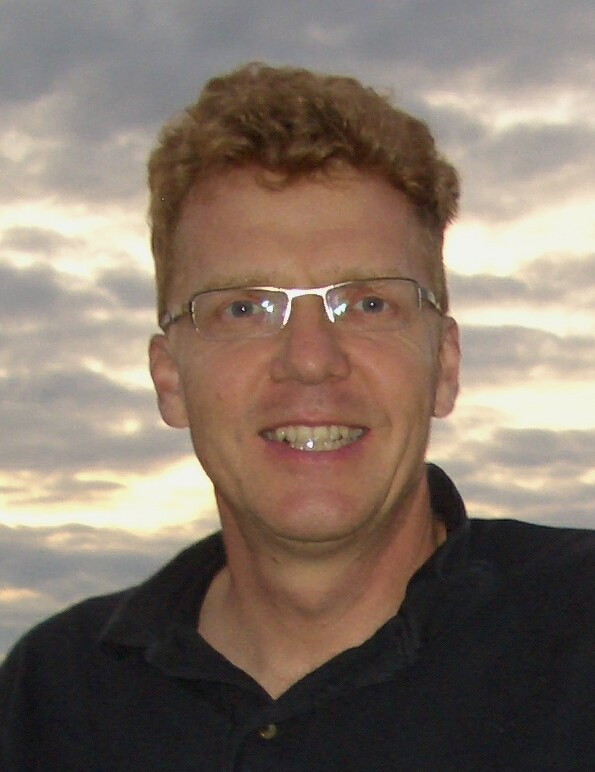
Hans-Walter Rix, director del departamento de GC (2009)

- Conny Aerts (University of Leuven/Radboud University Nijmegen)
- Immo Appenzeller (Emeritus, Heidelberg University)
- Steven V.W. Beckwith (University of California, Berkeley)
- Willy Benz (University of Bern)
- Rafael Rebolo López (Instituto de Astrofísica de Canarias)
- Volker Springel (Max Planck Institute for Astrophysics)

At the end of 2021, a total of 392 people were employed at the Institute, including 190 scientists, among them 95 junior and visiting scientists. In the same year, 52 doctoral students were supervised in cooperation with the University of Heidelberg. Nine independent research groups have been established at the MPIA per 2021. These include three Max Planck Research Groups, two Lise Meitner Groups, and two European research groups. Two groups are funded by the Alexander von Humboldt Foundation.

## Programa de posgrado
El MPIA participa en la Escuela Internacional de Investigación Max Planck (IMPRS) de Astronomía y Física Cósmica. La IMPRS es un programa de doctorado en lengua inglesa que comenzó en 2005. Otros socios de la IMPRS son el MPIK,el Centro de Astronomía de la Universidad de Heidelberg y el HITS. Desde 2007, el IMPRS forma parte de la Escuela de Posgrado de Física Fundamental de Heidelberg.Los portavoces del IMPRS son Hans-Walter Rix, del MPIA, y Stefan Wagner, del Landessternwarte Heidelberg.

## Relaciones públicas y divulgación.
El MPIA alberga la redacción de la popular revista Sterne und Weltraum (lit. Estrellas y espacio), fundada en 1962 por Hans Elsässer, más tarde director fundador del MPIA, entre otros. También patrocina la iniciativa Wissenschaft in die Schulen (lit. La ciencia en la escuela),que elabora material didáctico para centros de enseñanza secundaria. En diciembre de 2008, el instituto y la Fundación Klaus Tschira anunciaron su intención de aunar las actividades de los astrónomos de Heidelberg en las relaciones públicas y el trabajo con alumnos y profesores en una recién fundada Haus der Astronomie  (Casa de la Astronomía).
Cada pocos años, el MPIA organiza una jornada de puertas abiertas para el público en general. En el evento, los visitantes pueden interactuar en inglés con los expertos del instituto y asistir a breves seminarios en los que se les presenta la investigación y los instrumentos astronómicos del instituto. 

## Casa de la Astronomía

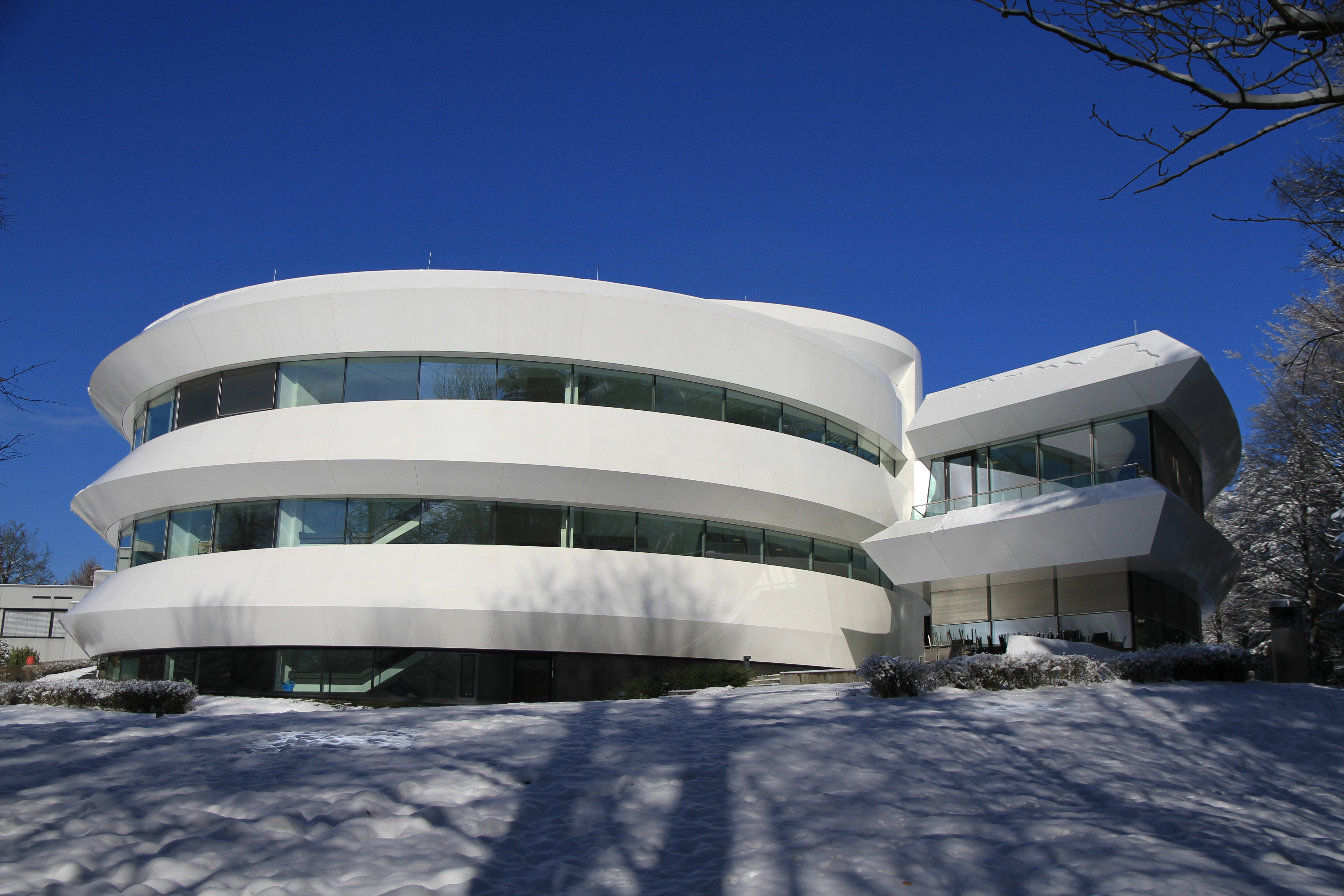
Haus der Astronomie a principios de 2018

En 2009, se fundó la "Haus der Astronomie", un centro de educación y divulgación astronómica en el campus del MPIA. El centro es una asociación entre la Sociedad Max Planck, la Fundación Klaus Tschira, la Universidad de Heidelberg y la ciudad de Heidelberg. El edificio en forma de galaxia del centro, financiado y construido por la Fundación Klaus Tschira, se inauguró en diciembre de 2011. Está gestionado por la Sociedad Max Planck, que ha delegado esta tarea al Instituto Max Planck de Astronomía. 
Las actividades de la Haus der Astronomie incluyen charlas públicas y visitas guiadas, espectáculos de planetario, talleres para clases escolares o grupos de guardería, elaboración de material didáctico, formación previa para estudiantes de Magisterio de la Universidad de Heidelberg y formación continua para profesores alemanes e internacionales.
Cada año, la Haus der Astronomie ofrece un Programa Internacional de Prácticas de Verano para estudiantes de último curso de bachillerato y recién licenciados. Durante el programa los participantes pueden realizar actividades astrofísicas como experimentos y observación.